# Грузовое судно Великих озёр
Грузовое судно Великих озёр (англ. Lake freighter, в буквальном переводе — «Озёрный грузовик», также англ. Laker, «озёрник») — специфический тип грузовых судов, использующийся на Великих озёрах. Грузовые суда Великих озёр являются самыми большими неморскими судами в мире, их длина может достигать трёхсот метров, а ширина — тридцати двух.
В середине XX века на Великих озёрах использовалось около трёхсот таких судов, к началу XXI века их количество сократилось до ста сорока.
Некоторые из грузовых судов Великих озёр приспособлены также для выхода в моря. Морские суда, которые также могут проходить на Великие озёра, где они имеют прозвище salties («солёненькие»), из-за разницы в плотности солёной и пресной воды должны оперировать с меньшей загрузкой. Однако наиболее крупные лейкеры не могут выйти в море, из-за того что шлюзы морского пути Святого Лаврентия (225 х 23,8 м) меньше, чем шлюзы на Озёрах (до 365 х 33,5 м).

## Грузы
Большинство грузовых судов Великих озёр является сухогрузами-балкерами (судами для перевозки навалочных грузов). Они перевозят руду, цемент, песок и другие сыпучие грузы.

## Срок службы

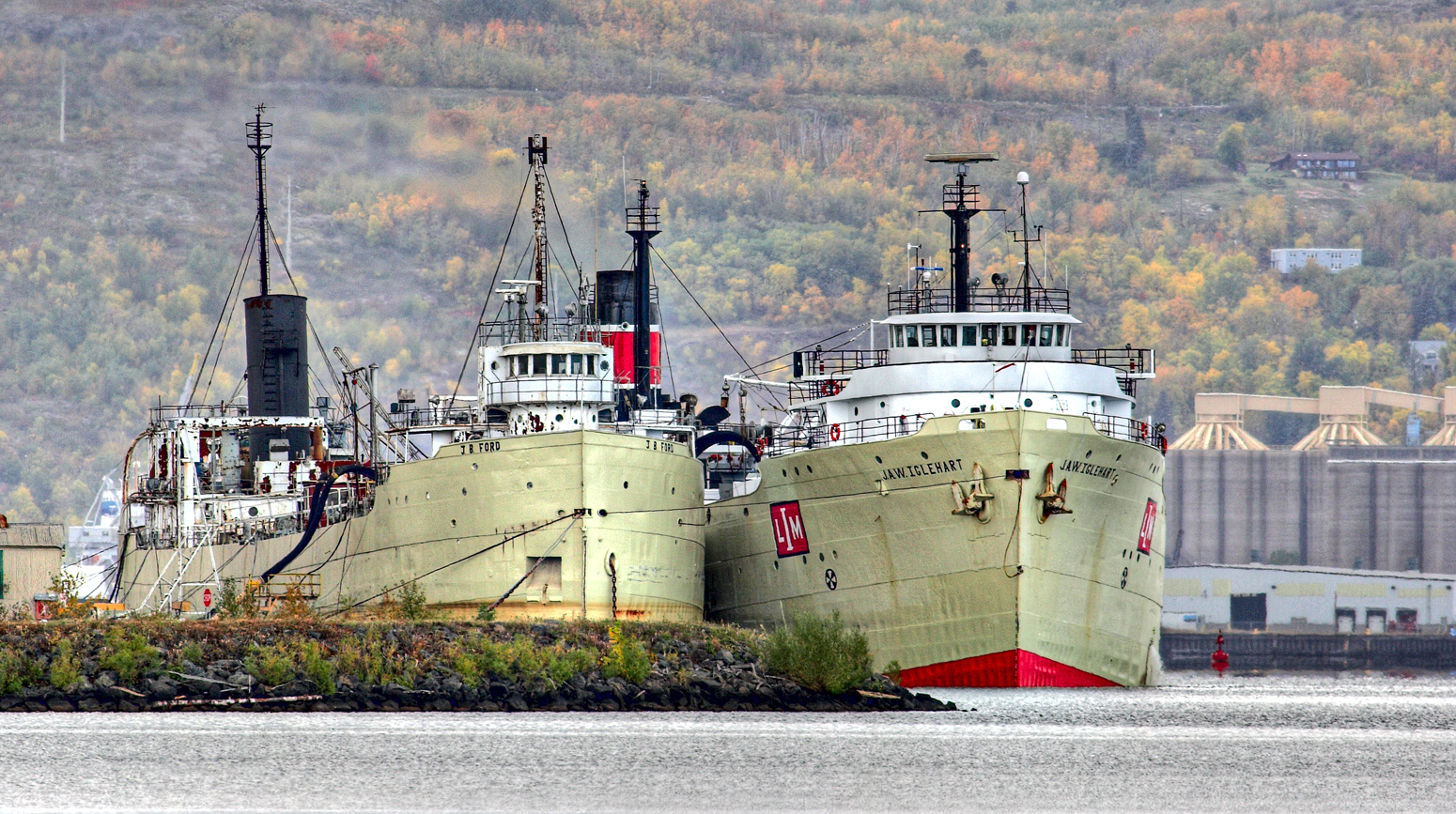
Фотография 2006 года, два озёрных теплохода: J. B. Ford (слева), использующийся как плавучий цементный склад в возрасте 102 лет, справа — J. A. W. Iglehart, который в тот момент завершал свою 70-летнюю карьеру, в ходе которой это судно пережило атаку подводной лодки в Атлантике во время Второй мировой войны.

Грузовые суда Великих озёр отличаются долгим сроком службы. Одной из причин, объясняющих долгий срок службы грузовых судов Великих озёр, является то, что пресная вода является менее агрессивной, чем морская солёная вода. Самым старым таким судном, всё ещё находящимся в нормальной эксплуатации, является цементовоз St. Mary’s Challenger, построенный в 1906 году. Одним из самых долговечных судов было «E. M. Ford». Оно служило с 1898 по 1996 год, и до сих пор продолжает использоваться как плавучий склад цемента. Другое долгоживущее судно, «J. B. Ford», служило с 1904 по 1985 год и сейчас также используется как плавучий склад цемента.

## Конструкция
Характерной особенностью грузовых судов Великих озёр было наличие двух надстроек, на носу и корме. Такие суда строились до семидесятых годов, после чего возобладала компоновка с одной надстройкой на корме.
В связи с ограниченными размерами шлюзов Водного пути Великих озёр суда Великих озёр у́же и длиннее морских судов такого же тоннажа.

## Музеи

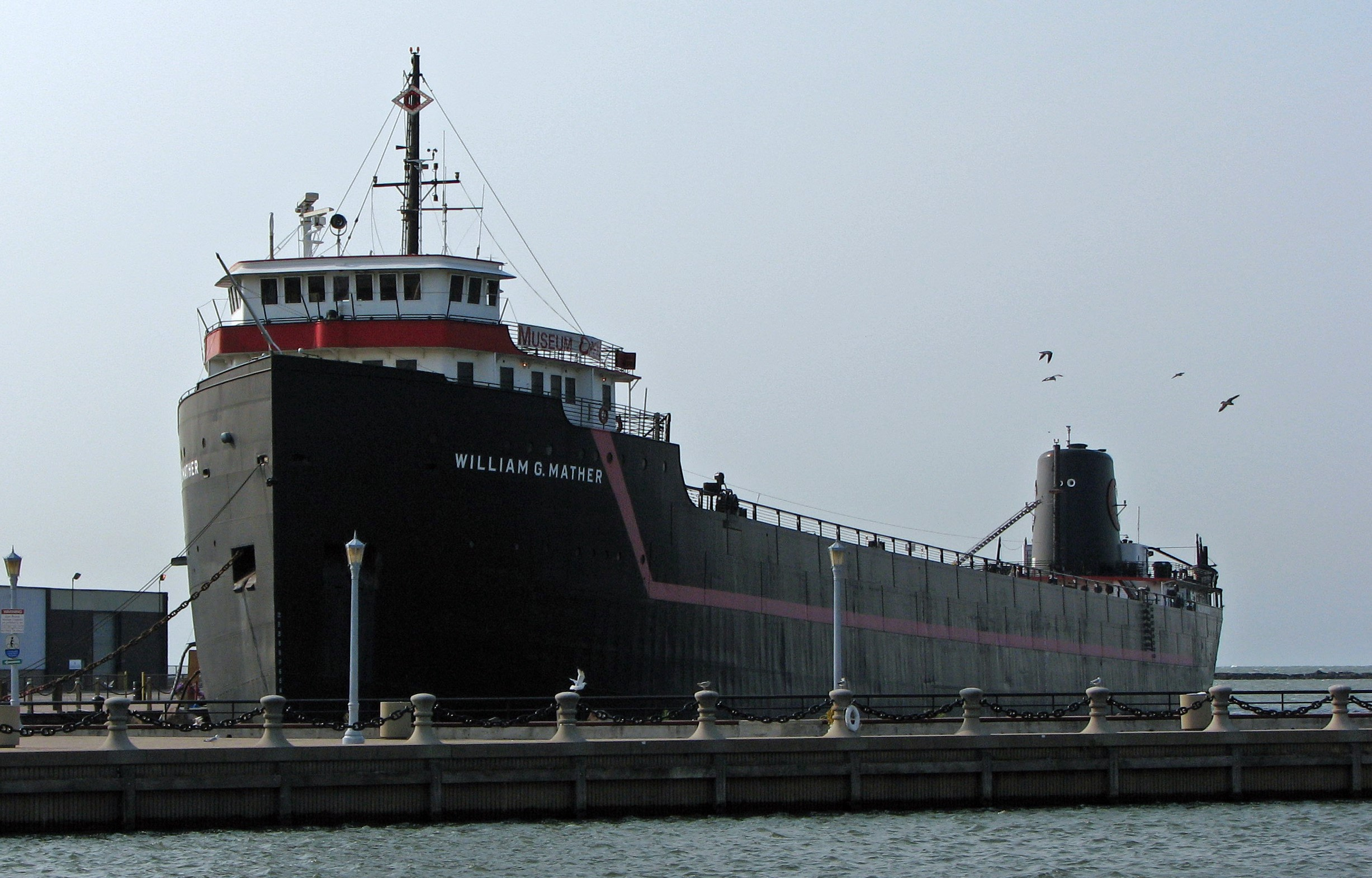
Судно-музей William G. Mather

Несколько списанных грузовых судов Великих озёр сохраняются как суда-музеи:
- Пароход William G. Mather Maritime Museum — музей в Кливленде. Построен в 1925 году[5]
- Пароход William A. Irvin — музей в Дулуте, внесён в национальный регистр памятников истории США. Построен в 1938 году, музей с 1975 года. Является частью культурно-рекреационного центра Duluth Entertainment Convention Center[6]
- Пароход Meteor — музей в городе Сьюпириор[7]. Является единственным сохранившимся судном типа «спина кита»[8]. Корпус такого судна имеет цистернообразную, сигароподобную форму. Судно построено в 1896 году, служило до 1969 года, внесено в национальный регистр исторических мест США в 1974 году.
- Пароход Valley Camp — музей в Су-Сент-Мари (Мичиган). Построен в 1917 году.[9]
- Пароход Willis B Boyer — музей в Толидо. Построен в 1911 году, служил до 1980-го[10].